# Troika (album)
Troika is een studioalbum van Nick D'Virgilio, Neal Morse en Ross Jennings.

## Inleiding
In de stilte van de coronapandemie kwam Neal Morse op het idee een album te maken waarbij de nadruk lag op de zang. Als inspiratiebron werd Crosby, Stills & Nash al dan niet met Neil Young gevonden. Andere inspiratie vond hij in het nummer A Change Is Gonna Come van Sam Cooke en de bestorming van het Amerikaanse Capitool in 2021.
Hij ging op zoek naar musici die hem daarin konden ondersteuning en vond al snel multi-instrumentalist Nick D'Virgilio met wie hij onder andere musiceerde in Spock's Beard. Via Mike Portnoy, samen met Morse in Transatlantic, kwam als derde zanger Ross Jennings van Haken naar voren. De drie heren leverden vanuit hun eigen woonplaats muziek en teksten aan, samenkomst in geluidsstudio’s behoorde niet tot de mogelijkheden. Voor D'Virgilio was dat sowieso geen probleem; hij heeft thuis een studio (Sweetwater) en stuurt bijvoorbeeld van daaruit zijn bijdragen aan Big Big Train in. Het trio wilde tijdens de opnamen voorkomen dat de nummers dichtgemetseld werden, Morse had namelijk net de twee drukke The Absolute Universe-albums van Transatlantic achter de rug.   
Het album werd aangekondigd in september 2021 en in november kwam er als teaser een versie van Julia op de markt. Het album haalde in Duitsland en Zwitserland de albumlijsten al was het maar voor één week (respectievelijk plaats 38 en 83).
Na uitgifte van het album ging Morse weer optreden met zijn Neal Morse Band en Transatlantic.

## Musici
- Neal Morse – zang, gitaar, basgitaar, orgel etc.
- Nick D'Virgilio – zang, drumstel, percussie, toetsinstrumenten
- Ross Jennings – zang, gitaar, ebow

Met Tony Levin op If I could

## Muziek
| Nr. | Titel                                  | Duur |
| --- | -------------------------------------- | ---- |
| 1.  | Everything I am (Morse)                | 5:41 |
| 2.  | Julia (Jennings)                       | 6:07 |
| 3.  | You set my soul on fire (D’Virgilio)   | 3:22 |
| 4.  | One time less (Morse)                  | 4:53 |
| 5.  | Another trip around the sun (Jennings) | 4:30 |
| 6.  | A change is gonna come (Morse)         | 4;24 |
| 7.  | If I could (D’Virgilio)                | 4:02 |
| 8.  | King for a day (Jennings)              | 5:47 |
| 9.  | Second hand sons (Morse)               | 4:23 |
| 10. | My guardian (D’Virgilio)               | 3:43 |
| 11. | What you leave behind (Morse)          | 4:36 |
| 12. | Julia (Jennings)                       | 8:19 |

Tracks 12 is een alternatieve versie van track 2.